# Orlando Madrigal
Orlando Madrigal Valverde (ur. 13 marca 1921 w San José, zm. 25 czerwca 1991 tamże) – kostarykański judoka. Olimpijczyk z Tokio 1964, gdzie zajął siedemnaste miejsce w wadze średniej.
Uczestnik mistrzostw świata w 1969 roku.

## Letnie Igrzyska Olimpijskie 1964
| Konkurencja | Eliminacje               | Eliminacje               | Klas. końcowa |
| Konkurencja | Przeciwnik I             | Przeciwnik II            | Miejsce       |
| ----------- | ------------------------ | ------------------------ | ------------- |
| -80 kg      | Wolfgang Hofmann (FRG) P | Jacques le Berré (FRA) P | 17.           |